# Cydippida
Cydippida é uma ordem de Ctenophora que se caracteriza por corpos ovalados ou esféricos, com tentáculos ramificados e retracteis que se recolhem a bolsas existentes em ambos os lados da faringe.